# Messier 40
Messier 40 (també coneguda com a Winnecke 4, M40 o WNC 4) és una estrella doble de la constel·lació de l'ossa Major. Va ser descoberta per Charles Messier el 1764 mentre cercava una nebulosa descrita per Johannes Hevelius. August Winnecke la va classificar independentment el 1863 en el seu catàleg d'estrelles dobles com Winnecke 4.
El 1991 la distància entre les dues components era 51",7 mostrant un augment respecte de les meures preses per Messier. Actualment es pensa que es podria tractar d'una estrella binària visual, i no pas un sistema físicament connex.
El tipus espectral de l'estrella principal és G0. Assumint que sigui una estrella de la seqüència principal, podria tenir una lluminositat semblant al nostre Sol, el que permetria fer una estimació de la seva distància, que podria estar al voltant dels 300 anys llum